# Boeing 737 AEW&C
 (juillet 2011).
Si vous disposez d'ouvrages ou d'articles de référence ou si vous connaissez des sites web de qualité traitant du thème abordé ici, merci de compléter l'article en donnant les références utiles à sa vérifiabilité et en les liant à la section « Notes et références ».
Le Boeing 737 AEW&C (pour « Airborne Early Warning & Control ») est un appareil dérivé du Boeing 737. Il est également désigné comme E-7 Wedgetail.

## Missions
Ces avions sophistiqués sont équipés de systèmes radars qui augmentent les capacités d'alerte rapide et de contrôle aérien. Ils aident aussi à fournir des assistances de défense aérienne et peuvent aider dans les opérations civiles telles que la protection des frontières, ou encore la recherche et le sauvetage. Son radar, très performant, peut couvrir des zones plus vastes que les systèmes actuels. Mais les AEW&C servent aussi à relayer les informations d'un point à un autre, et peuvent « combiner » des informations provenant de plusieurs sources pour former une seule image, et la fournir aux unités alliées (que ce soit des avions de chasse ou des opérateurs terrestres). L'AEW&C dispose donc d'une nouvelle fonctionnalité majeure qui augmente l'efficacité des opérations militaires. Aujourd'hui, ils sont largement reconnus comme des « multiplicateurs de force » dans la guerre moderne et les opérations d'urgence.

## Spécifications
Le Boeing 737 AEW&C est équipé des  équipements électroniques suivants :
- Radar à antenne active multirôle (dont la portée est supérieure à 400 km) à balayage électronique dans un radome fixe sur le dessus du fuselage de 3,5 tonnes pour 10,82 mètres de long, 3,4 m de haut et un angle de 7°[2].
- Systèmes de communications HF, VHF, UHF, Liaison 11,  Liaison 16, UHF SATCOM communication par satellites UHF et ICS.
- Systèmes de contre-mesures électroniques, de contre-mesures infrarouges, de leurres et de fusées.

Son avionique a été presque entièrement réalisée par Northrop Grumman, et le fuselage est basé sur le BBJ (Boeing Business Jet, un Boeing 737 aménagé), rendant l'intérieur très spacieux, malgré la petite taille de l'appareil. Son équipage comporte deux pilotes et un maximum de dix opérateurs radars.

## Utilisateurs

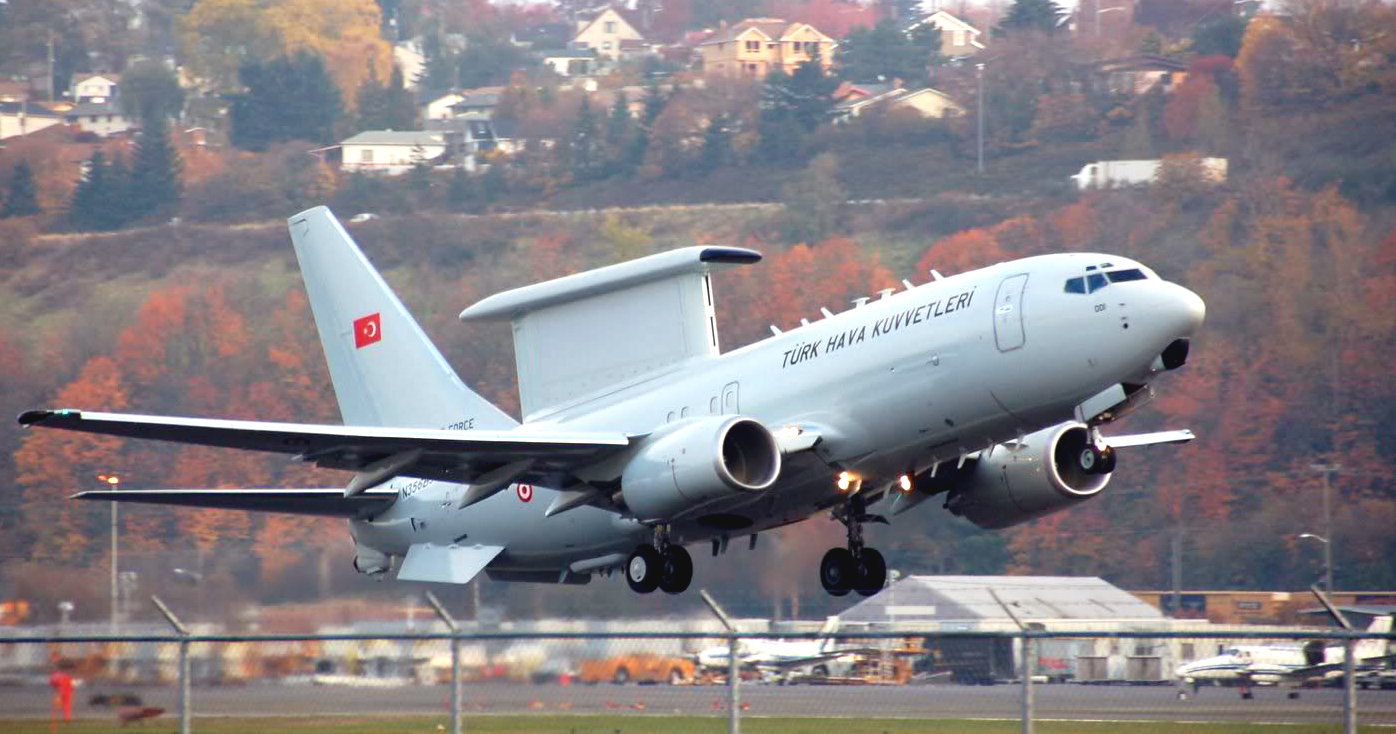
Un « Peace Eagle » turc.

- Australie : en 1997, Boeing Integrated Defense Systems a signé un contrat avec l'Australie pour l'acquisition de quatre AEW&C « Project Wedgetail » (fondés sur le Boeing Business Jet) avec une option de trois appareils supplémentaires. Boeing et Northrop se sont associés avec Boeing Australia Ltd, BAE Systems Australia et Qantas Defence Service pour équiper le modèle australien avec les nouvelles technologies (systèmes de contre-mesures, système de soutien au sol...). Un total de six appareils sont finalement construits. Deux premiers avions ont été assemblés puis testés en 2006 à Seattle, et ont été livrés en 2010 pour opérer dans l'escadron no 2 de la RAAF, qui est détaché sur la base Williamtown RAAF, mais leurs capacités sont encore provisoires et limitées en janvier 2011. Le sixième et dernier avion est livré le 5 juin 2012. Employés par la coalition internationale en Irak et en Syrie depuis 2014, il y a battu son record d'endurance avec 16 h 18 min de vol[3].

- Turquie : un total de quatre AEW&C « Peace Eagle » a été commandé par l'Armée de l'air turque (avec une option pour deux autres et de radar PESA). Turkish Aerospace Industries s'occupe de la production des pièces, des modifications, de l'assemblage, et des tests. Havelsan, une entreprise de la défense, est responsable des systèmes électroniques et des logiciels. Les prototypes des Peace Eagle sont assemblés puis testés par Boeing Integrated Defense Systems. Les quatre appareils (versions finales des prototypes) sont en phase de test en janvier 2011 et le premier appareil a été accepté formellement par la force aérienne turque le 21 février 2014.

- Corée du Sud : le 7 novembre 2006, Boeing a remporté un contrat de 1,6 milliard de dollars avec la Corée du Sud pour la livraison de quatre avions d'ici 2012. Le Boeing 737 AEW&C a été retenu contre le Gulfstream G550 de General Dynamics, qui avait été éliminé de la compétition le 3 août 2006. La version sud-coréenne du Boeing 737 est appelée « Peace Eye ». Le premier appareil est livré le 1er août 2011  et le quatrième le 24 octobre 2012. En 2019, on annonce une intention d'achat de deux autres appareils.

- Royaume-Uni : Le 22 mars 2019, le ministère de la Défense britannique annonce avoir acheté cinq appareils dérivés de la version « Wedgetail » pour environ 1,6 milliard de dollars qui seront modifiés par la Marshall Aerospace and Defence Group (en) pour remplacer la flotte de six Boeing E-3 Sentry de la Royal Air Force en service des années 1990 jusqu'au 30 septembre 2021[4]. La livraison du premier appareil est attendu pour 2023[5]. Mais en mars 2021, faute de crédit, l'objectif est réduit à trois avions[6] devant entrer en service en 2023[7].

## Acheteurs potentiels
- États-Unis : La USAF prévoit en 2022 de remplacer les 31 E-3 en service en 2022 à partir de 2030 par 22 E-7A Wedgetail[8], mais en 2025 envisage des E-2.
- Italie : Ce pays a été fortement intéressé par l'achat de quatorze Wedgetail, ainsi que par huit P-8 MMA (avions de patrouille maritime et de lutte anti-sous-marine) avec l'appui d'Alitalia à partir de 2004 mais en 2022, rien ne s'est concrétisé.
- OTAN : L'organisation a annoncé que pour la fin de service de ses E-3, la production de six nouveaux aéronefs Boeing E-7A Wedgetail devrait démarrer dans les prochaines années, et que la livraison du premier appareil est quant à elle prévue en 2031[9]. Le cout de la commande n'a pas été mentionné.

## Entreprises
Voici toutes les entreprises ayant participé à l'élaboration de l'AEW&C.
Pour les Wedgetail et les Peace Eye :
- Boeing
- Boeing Integrated Defense Systems
- Northrop (puis Northrop Grumman)

Pour les Wedgetail (en plus des trois premières) :
- Boeing Australia Ltd
- BAe Systems Australia
- Qantas Defense Service

Pour les Peace Eagle :
- Boeing Integrated Defense Systems
- Turkish Aerospace Industries
- Havelsan

### Développement lié
- Boeing 737
- Boeing Business Jet

### Aéronefs comparables
- Boeing E-3 Sentry
- Boeing E-767
- Embraer R-99A Erieye (EMB-145 AEW&C)
- Grumman E-2 Hawkeye
- Saab 340 Erieye
- Saab 2000 Erieye
- Saab GlobalEye
- Beriev A-50 Mainstay